# フリッツ・ヘルト
フリッツ・ヘルト（Fritz Held、1867年10月2日 - 1938年8月2日）は、ガソリン自動車が発明された初期にベンツ社の運転手を務めた人物である。

## 概要
フリッツ・ヘルトは1867年にマンハイムで生まれた。
同地のカール・ベンツとその家族とは1880年代半ばから親しい間柄で、ヘルト自身はマンハイムで自身の自動車会社である「フリッツ・ヘルト」を営んでいたほか、カール・ベンツが興したベンツ社の代表も務めた。このことから自動車の先駆者の一人に数えられる人物である。
ベンツ社が自動車レースに参戦を始めると、その運転を務めるようになり、1899年に同車初のレース専用車両である「ベンツ・レンワーゲン」のドライバーも務め、同社にとっての自動車レースにおける初期の成功を担った。
1899年7月に開催されたフランクフルト・ケルン耐久レースでは、レンワーゲンを駆って平均速度22.5 km/hで走行し、クラス優勝を果たした。同年にインスブルック・ミュンヘン間で開催された同様のレースでも12馬力に強化されたレンワーゲンを駆って2位に入り、リヒャルト・ベンツ（カール・ベンツの息子）と組んでベルリン・ライプツィヒ間のレースに参戦した際は最速タイムを記録した。

## 参考資料
書籍
- 宮野滋（著）『メルセデス・ベンツ 歴史に残るレーシング活動の軌跡 1894-1955』三樹書房、2012年4月25日。ASIN 4895225895。ISBN 978-4-89522-589-2。 NCID BB09549308。
  - 宮野滋（著）『メルセデス・ベンツ 歴史に残るレーシング活動の軌跡 1894-1955 [新装版]』三樹書房、2017年。ASIN 4895226719。ISBN 4-89522-671-9。